# Stadion Łazur w Burgasie
Stadion Łazur (bułg. Стадион Лазур) – stadion piłkarski w Burgasie, w Bułgarii. Został otwarty w 1967 roku. Może pomieścić 18 037 widzów, z czego 10 000 miejsc jest zadaszonych. Swoje spotkania rozgrywają na nim piłkarze klubu Neftochimik Burgas.
Stadion został otwarty w 1967 roku, a na otwarcie odbył się mecz reprezentacji młodzieżowych Bułgarii i Finlandii. W latach 1990–1997 został gruntownie zmodernizowany i ponownie oddany do użytku 13 kwietnia 1997 roku. Do 2002 roku nosił nazwę Neftochimik, następnie zwał się Nafteks a nazwę Łazur nadano mu w roku 2006. Na stadionie grywała piłkarska reprezentacja Bułgarii, odbywały się na nim również mecze finałowe Pucharu Bułgarii oraz spotkania o Superpuchar Bułgarii. W 2015 roku obiekt był jedną z aren Mistrzostw Europy U-17. Rozegrano na nim siedem spotkań fazy grupowej, dwa ćwierćfinały, jeden półfinał oraz finał turnieju.